# Bathycephala guianesa
Bathycephala guianesa är en insektsart som beskrevs av Ronald Gordon Fennah 1950. Bathycephala guianesa ingår i släktet Bathycephala och familjen vedstritar.
Artens utbredningsområde är Guyana. Inga underarter finns listade i Catalogue of Life.